# Malgioglio - Garbo - Cattaneo: I successi
Malgioglio - Garbo - Cattaneo: I successi è un cofanetto che raccoglie tre raccolte di Cristiano Malgioglio, Garbo e Ivan Cattaneo, pubblicato nel 2003 dall'etichetta discografica D.V. More Record.

## Tracce
- CD1 - MALGIOGLIO: LE HITS DEL CUORE

1. A che serve volare
2. Testardo io (La mia solitudine)
3. La donna di un amico mio
4. Natalì
5. Oh! Mama
6. Toglimi il respiro
7. Non ti lascerò andare via
8. L'importante è finire
9. Nel tuo corpo
10. Siamo così
11. Balla Valeria
12. Va all'inferno
13. Sbucciami
14. Clown
15. Sto giurando per te
16. Un sueno inolvidable
17. Scandalo
18. Passione gitana

- CD 2 - GARBO: IL MEGLIO

1. Il fiume
2. A Berlino... va bene
3. Due foglie di settembre
4. Cose veloci
5. Radioclima
6. Quanti anni hai?
7. I ragazzi italiani
8. Vorrei regnare
9. Extra Garbo
10. Cosa rimane
11. E' un Paradiso
12. Australia
13. Vent'anni
14. Siviglia

- CD 3 - IVAN CATTANEO: IL MEGLIO

1. Ho difeso il mio amore
2. Se perdo anche te
3. Io ho in mente te
4. Piangi con me
5. La bambolina che fa no no no
6. La bambola
7. Sognando la California
8. Una zebra a pois / Tintarella di luna
9. Che colpa abbiamo noi
10. Un ragazzo di strada
11. Il geghegè
12. Ragazzo triste
13. Nessuno mi può giudicare
14. Bang bang
15. Sono bugiardo